# Juan Hispalense (siglo IX)
Juan Hispalense fue un arzobispo de Sevilla del siglo IX.
Los árabes lo llamaban «Zaeid Almatran», que Ambrosio de Morales tradujo como «Principal hombre de Dios». Otra traducción propuesta es «sacerdote metropolitano». Figura que alguien con este nombre asistió al Concilio de Córdoba, aunque Enrique Flórez cree que el que asistió al concilio fue en realidad otro prelado con el mismo nombre y que ocupó este cargo en Sevilla desde antes del 839 hasta el 850.

## Traducción de la Biblia
Existen referencias a una supuesta traducción de las Sagradas Escrituras, de la que no queda ningún rastro. Se ha supuesto que, en caso de haber existido, quizá se perdiera en el incendio ocurrido en la Biblioteca del Monasterio de San Lorenzo de El Escorial en 1671.
Es muy probable que escribiese un comentario bíblico (expositio) aunque tampoco habría que descartar su autoría de una traducción parcial de la Biblia, tal vez a partir de un texto oriental.